# Шнитт, Йозеф
Йозеф Шнитт (нем. Josef Schnitt; 7 декабря 1885, Майльберг — 26 сентября 1955) — австрийский хоровой дирижёр.
Окончил школу в Холлабрунне, затем изучал богословие в Вене. В 1909 году рукоположён во священники. Последний (с 1912 г.) руководитель певческой капеллы венского императорского двора, Шнитт в 1921 г. возродил на частной основе Венский хор мальчиков, ранее входивший в состав капеллы, — как утверждалось, в течение двух лет полностью оплачивая его содержание из своего кармана. Шнитт возглавлял хор до 1939 года, превратив в один из ведущих детских хоровых коллективов мира. После аншлюса он был отправлен в отставку нацистскими властями, и по окончании Второй мировой войны вновь возродил Венский хор мальчиков, а в 1952 г. в дополнение к нему создал и взрослый Венский хор, состоящий из бывших мальчиков-хористов.